# Kategorizacija vozila
Postoje dvije vrste kategorizacija vozila u Hrvatskoj. Vozila su klasificirana u kategorije vozačke dozvole i kategorije cestarine.

## Klasifikacija prema vozačkoj dozvoli
| Kategorija | Opis |
| ---------- | --- |
| A1         | Motocikli radnog obujma motora do 125 cm³ i snage motora do 11 kW |
| A2         | Spadaju motocikli čija snaga ne prelazi 35 kW i čiji omjer snaga/masa ne prelazi 0,2 kW/kg, a ne potječu od vozila čija je snaga dvostruko veća i više |
| A          | Motocikli s ili bez bočne prikolice |
| B          | Motorna vozila, osim vozila A1, A2, A kategorije čija najveća dopuštena masa ne prelazi 3.500 kg i koja su dizajnirana i konstruirana za prijevoz ne više od 8 putnika, ne računajući sjedalo za vozača; motorna vozila ove kategorije mogu biti u kombinaciji s priključnim vozilom čija najveća dopuštena masa ne prelazi 750 kg |
| B+E        | Kombinacije vozila koje se sastoje od vučnog vozila B kategorije i priključnog vozila, pri čemu najveća dopuštena masa priključnog vozila ne prelazi 3.500 kg |
| C1         | Motorna vozila do 7.500 kg najveće dopuštene mase |
| C1+E       | Vučna vozila kategorije C1 i priključna vozila čija najveća dopuštena masa iznosi više od 750 kg, s time da najveća dopuštena masa tako nastale kombinacije vučnog i priključnog vozila ne smije prelaziti 12.000 kg |
| C          | Motorna vozila čija je najveća dopuštena masa iznad 7.500 kg |
| C+E        | Skupine vozila koje se sastoje od vučnoga motornog vozila C kategorije i priključnog vozila čija najveća dopuštena masa iznosi više od 750 kg |
| D1         | Motorna vozila projektirana i izrađena za prijevoz najviše 16 putnika uz vozača i čija maksimalna duljina nije veća od 8 m; motorna vozila ove kategorije mogu se kombinirati s prikolicom čija najveća dopuštena masa nije veća od 750 kg                                                                                         |
| D1+E       | Kombinacije vozila kada vučno vozilo kategorije D1 i njegova prikolica ima najveću dopuštenu masu veću od 750 kg, ne dovodeći u pitanje odredbe propisa o tipnom odobrenju za dotična vozila |
| D          | Motorna vozila za prijevoz osoba koja osim sjedala za vozača imaju više od osam sjedala |
| D+E        | Vučna motorna vozila D kategorije i priključno vozilo čija najveća dopuštena masa iznosi više od 750 kg |
| F          | Traktori s ili bez prikolice |
| G          | Radni strojevi |
| H          | Pružna vozila - tramvaji |
| AM         | Mopedi i motokultivatori do 50 cm³ |

## Kategorije cestarina
Postoje četiri vrste kategorija cestarina za cestovna vozila, uključujući i mostarine u Hrvatskoj. Ove su kategorije prihvatili svi koncesionari autocesta koje je izdala HUKA, Hrvatska udruga koncesionara za autoceste.
| Kategorija | Vozila |
| ---------- | --- |
| IA         | Motorna vozila s karakteristikama motocikla, motornog tricikla i četverocikla (kvadricikla)                                                                                                 |
| I          | Motorna vozila s dvije osovine, visine do 1,30 m mjereno kod prve osovine, osim motornih vozila iz IIb                                                                                      |
| II         | a) Motorna vozila s tri ili više osovina, visine do 1,30 m mjereno kod prve osovine b) Motorna vozila s dvije osovine visine veće od 1,90 m, čija najveća dopuštena masa ne prelazi 3500 kg |
| III        | Motorna vozila s dvije ili tri osovine, visine veće od 1,30 m mjereno kod prve osovine, najveće dopuštene mase iznad 3500 kg, uključujući motorna vozila iz IIb kategorije s prikolicom     |
| IV         | Motorna vozila s četiri ili više osovina, visine veće od 1,30 m mjereno kod prve osovine, najveće dopuštene mase iznad 3500 kg                                                              |

## Vanjske poveznice
- HUKA
- Cestarine u Hrvatskoj
- HAK-ove kategorije vozila